# Harvester (Schiff)
HMS Harvester (H19) war ein Zerstörer der H-Klasse der britischen Royal Navy im Zweiten Weltkrieg. Das für die brasilianische Marine im Bau befindliche Schiff wurde unmittelbar nach dem Kriegsbeginn mit seinen fünf Schwesterschiffen von Großbritannien angekauft.
Die Harvester ging am 11. März 1943 durch zwei Torpedotreffer auf 51° 23′ N, 28° 40′ W. verloren.

## Geschichte des Schiffes
Das Schiff lief am 29. September 1939 bei Vickers-Armstrong in Barrow-in-Furness, Cumbria, unter dem Namen Handy vom Stapel. Der Zerstörer war Teil eines Bauauftrags von sechs Zerstörern nach dem Vorbild der H-Klasse für die brasilianische Marine und sollte den Namen Jurua erhalten. Großbritannien erwarb am 4. September 1939, also unmittelbar nach dem Kriegsbeginn, das Schiff mit den fünf im Bau befindlichen Schwesterschiffen. Beim Stapellauf erhielt der Zerstörer zunächst den Namen Handy. Am 27. Februar 1940 wurde der in der Endausrüstung befindliche Zerstörer in HMS Harvester umbenannt. In Dienst gestellt wurde die Harvester am 23. Mai 1940.
Die Neubauten für Brasilien unterschieden sich von den für die Royal Navy gebauten Schiffen durch das keilförmige, abgeschrägte Deckshaus, das zuerst Hereward und Hero und dann auch alle Zerstörer-Neubauten der Royal Navy ab der „I“-Klasse erhielten. Dazu hatten die für die brasilianische Marine vorgesehenen Zerstörer großzügiger gestaltete Wohnräume als die für die Royal Navy geplanten Bauten. Sonst entsprachen die sechs für Brasilien begonnenen Neubauten weitgehend den Standardzerstörern der „H“-Klasse. Sie verdrängten 1400 t.l. (max. 1930 t.l.), waren 98,5 m lang, 10,1 m breit und hatten einen Tiefgang von 3,8 m. Drei Admiralitätskessel produzierten den Dampf für die Parsons-Getriebeturbinen mit einer Leistung von 34.000 PS, die eine Geschwindigkeit von bis zu 35 Knoten ermöglichten. Der Treibstoffvorrat von 443 t.l. Treiböl gab ihnen eine Reichweite von bis zu 5500 Seemeilen bei einer Marschgeschwindigkeit von 15 Knoten. The Besatzung der Zerstörer bestand bei seiner Indienststellung 145 Mann.

Die Bewaffnung der für Brasilien vorgesehenen Schiffe umfasste bei der Indienststellung für die Royal Navy nur drei 4,7-inch-(120-mm)-L/45-Mk.IX-Kanonen. Die Royal Navy verzichtete bei der Fertigstellung auf das Heckgeschütz und reduzierte die Hauptartillerie auf drei Geschütze, da das kombinierte Feuerleit- und Entfernungsmessgerät der brasilianischen Schiffe nicht erprobt war. Der Heckbereich wurde für eine verstärkte Bewaffnung zur Abwehr von U-Booten genutzt und die Zerstörer mit zwei Abwurfschienen und vier Wasserbombenwerfern ausgerüstet. Dazu kamen 110 Wasserbomben an Bord. Zur Abwehr von Luftangriffen standen dazu zwei Vierfach-0,5-inch-Vickers-Mk.III-MGs zur Verfügung. Wie alle Zerstörer des Standardtyps hatten die „Brasilianer“ zumindest kurzzeitig zwei Vierfach-21-inch-Torpedorohrsätze.

## Einsatzgeschichte
Der Zerstörer wurde gemeinsam mit seinen früher brasilianischen Schwesterschiffen der 9. Zerstörerflottille zugewiesen. Ende Mai 1940 wurde die gerade in Dienst gestellte Harvester gemeinsam mit vielen anderen Schiffen bei der Evakuierung der um Dünkirchen eingekesselten alliierten Truppen (Operation Dynamo) eingesetzt. Am vierten Tag erhielt sie einen Bombentreffer, konnte aber am folgenden Tag aus Sheerness wieder eingesetzt werden.
In der Folgezeit war das Schiff dann nahezu ausschließlich Geleitgruppen zugewiesen, die Konvois eskortierten. Dabei gelang es am 30. Oktober 1940, gemeinsam mit dem Schwesterschiff Highlander nordwestlich von Irland U 32 zu versenken.
Im Mai 1941 wurde die Harvester zusammen mit den Schwesterschiffen Havelock und Hesperus bei einem stark gesicherten Geleitzug im Mittelmeer eingesetzt (Operation Tiger), der der Versorgung der belagerten Insel Malta diente. Ansonsten lag das Einsatzgebiet des Schiffes ausschließlich im Nordatlantik. Die U-Boot-Abwehr- und Flugabwehr-Bewaffnung wurde dafür im Laufe der Zeit zulasten der Hauptgeschütze und eines Torpedorohrsatzes verstärkt.
Zu einem weiteren Erfolg kam das Schiff am 7. Dezember 1941, als gemeinsam mit der Hesperus westlich von Gibraltar U 208 versenkt werden konnte, das auf dem Marsch ins Mittelmeer war.

### Das Ende derHarvester

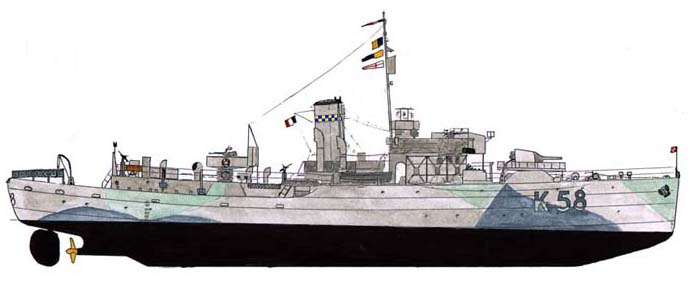
Die freifranzösische Korvette Aconit

Am 11. März 1943, als der Zerstörer den Geleitzug HX 228 im Nordatlantik eskortierte, konnte die Harvester U 444 gemeinsam mit der freifranzösischen Korvette Aconit mittels Wasserbomben zum Auftauchen zwingen. Durch einen Rammstoß des Zerstörers wurde das U-Boot tauchunfähig, sodass es kurze Zeit später von der Korvette versenkt werden konnte. Bei dem Manöver hatte die Harvester allerdings selbst erheblich Schäden erlitten, insbesondere war danach eine Antriebswelle defekt. An Bord des Zerstörers befanden sich neben der eigenen Besatzung noch 51 Schiffbrüchige des durch U 757 versenkten Liberty-Schiffes William C. Gorgas. Die Harvester war das Führungsschiff der Escort Group B3, zu der noch der Zerstörer Escapade sowie die polnischen Zerstörer Garland und Burza und zwei britische und drei frei-französische Korvetten der Flower-Klasse gehörten. Unterstützt wurde die Sicherung des 60 Schiffe umfassenden Geleitzug durch den amerikanischen Geleitträger Bogue mit zwei weiteren Zerstörern.
Als das Schiff wieder zum Geleitzug aufschließen wollte, brach auch die zweite Welle. Das Schiff wurde dann in manövrierunfähigem Zustand von U 432 bei 51° 23′ N, 28° 40′ W mit zwei Torpedos versenkt. Dieses U-Boot wurde anschließend auch von der Korvette Aconit versenkt. Die Aconit konnte noch 60 Schiffbrüchige der Harvester, davon zwölf Schiffbrüchige des Liberty-Schiffes sowie vier Überlebende von U 444 und 20 von U 432 retten. Beim Untergang von HMS Harvester starben 144 Mann der Harvester und 39 zuvor gerettete Schiffbrüchige der William C. Gorgas.